# 17 Pułk Piechoty (Imperium Rosyjskie)
17 Archangelogorodzki pułk piechoty (ros. 17-й пехотный Архангелогородский Его Императорского Высочества Великого Князя Владимира Александровича полк) – oddział piechoty okresu Imperium Rosyjskiego.

## Charakterystyka
Sformowany w 1700. Stacjonował w Żytomierzu. Nosił nazwy: Archangelogorodzki pp (1811–1846), pp Jego Wysokość Króla Sardyńskiego (1846–1848), pp JCM w. ks. Władimin Aleksandrowicza (1848–1857).

 W przededniu I wojny światowej pułk etatowo posiadał cztery bataliony po cztery kompanie oraz kompanię tyłową. Kompania piechoty czasu wojny liczyła około 240 żołnierzy i 4–5 oficerów. Na szczeblu pułku występował także pododdział karabinów maszynowych (8 km), łączności (w tym 14 konnych gońców i 21 telefonistów) i zwiadowczy (64 zwiadowców, w tym 4 kolarzy). W sumie pułk liczył około 4000 żołnierzy.

W  lipcu 1914, na bazie zalążków wydzielonych z pułku, w ramach 2 fali mobilizacyjnej, sformowany został rezerwowy 229 pułk piechoty.

17 pułk piechoty rozformowany został w 1918.

## Podporządkowanie
Lipiec 1914:
- 9 Korpus Armijny – Kijów[9]
  - 5 Dywizja Piechoty – Żytomierz
    - 1 Brygada Piechoty – Nowogród Wołyński
      - 17 Archangelogorodzki pułk piechoty – Żytomierz